# Dysphania plena
Dysphania plena là một loài bướm đêm trong họ Geometridae.